# Teorema de Meusnier
O Teorema de Meusnier, na geometria diferencial nos diz que todas as curvas em uma superfície passando por dado ponto p e tendo a mesma curva tangente em pe também a mesma curvatura normal estão em círculos osculadores e formam uma esfera.
O teorema foi enunciado primeiramente por Jean Baptiste Meusnier em 1776, mas não foi publicado até 1785.